# Leichenschmaus (Album)
Leichenschmaus ist das erste Studioalbum des Münchener Liveacts, DJs und Musikproduzenten Florian Senfter (auch bekannt als Zombie Nation und Splank!), der für sein Debütalbum noch mit Emanuel Günther ("Mooner") zusammenarbeitete. Es erschien Anfang 1999 auf DJ Hells Label International Deejay Gigolos.

## Entstehung
Die beiden Münchner Musiker kombinieren Elektrohits mit experimentellen Verrücktheiten wie z. B. dem verstärkten Einsatz einer SIDstation, ein MIDI-steuerbarer Synthesizer der auf dem Soundchip des Commodore 64, dem MOS6581 (SID) basiert.
Der auf dem Debütalbum enthaltene Song Kernkraft 400 gilt als einer der erfolgreichsten Songs der elektronischen Instrumentalmusik. Nach der Erstveröffentlichung im März 1999 wurde er in Deutschland an Polydor lizenziert, und ein Remix des Songs erreichte europaweit auf verschiedenen Labels hohe Positionen in den Verkaufscharts.
"Kernkraft 400" kommt unter anderem auch im Soundtrack der Zombie-Komödie Shaun of the Dead sowie in der HBO-Serie Die Sopranos vor. Die Original-Melodie ist Bestandteil der Computerspiel-Musik des Commodore-64-Spiels Lazy Jones aus den 1980ern.

## Titellisten
| CD 1. Kernkraft 400 2. Rhythm Box 3. Glam 4. Automaerk 5. Abflex User 6. Velcrosquat Light 7. Breakitdown 8. Cars 9. The Stand 10. TV Control 11. Sometimes Up | Vinyl 1. A1 Kernkraft 400 (Club Mix) 2. A2 Rhythmbox Vocoder 3. B1 Velcrosquat Light 4. B2 Sometimes Up 5. C1 Cars 6. C2 TV Control 7. D1 The Stand 8. D2 Abflex User |

## Singles
- Kernkraft 400 (1999)